# Топчево
Топчево (пол. Topczewo) — село в Польщі, у гміні Вишки Більського повіту Підляського воєводства.
Населення — 222 особи (2011).
У 1975-1998 роках село належало до Білостоцького воєводства.

## Демографія
Демографічна структура станом на 31 березня 2011 року:
|          | Загалом | Допрацездатний вік | Працездатний вік | Постпрацездатний вік |
| -------- | ------- | ------------------ | ---------------- | -------------------- |
| Чоловіки | 109     | 15                 | 73               | 21                   |
| Жінки    | 113     | 22                 | 55               | 36                   |
| Разом    | 222     | 37                 | 128              | 57                   |